# Inko
Inko ou Jainko est un des mots basques désignant « Dieu ».

## Étymologie
Jinko signifie « Dieu » en basque (c'est le terme le plus fréquemment utilisé en Soule notamment). Ailleurs on dit plutôt Jaungoiko (« Seigneur du ciel ») pour parler de Dieu. On pense que l'origine de ce mot serait Jauninko et Jainko que l'on retrouve dans inscriptions sur des stèles funéraires datant d'avant le XIIe siècle.

## Description
On le trouve dans le langage populaire de la région d'Ainhoa (Labourd). On l'utilise surtout dans les formules pour jurer, de même que sa variante  «Ala Inka!», «Ala Inkoa!». On a dit que c'était un dérivé de la forme de Jinko qui est employé dans le Baztan, en Basse-Navarre, en Soule et dans la vallée de Salazar.
Il est possible que l'utilisation de la forme Inko ait été plus générale à une autre époque, puisque sur une stèle discoïde de l'ermitage d'Andramari (Abadiño), probablement antérieure au XIIIe siècle, apparaît une inscription dans laquelle apparaît Jauninco remplissant une place qui, dans d'autres inscriptions similaires de son époque occupent le nom latin de « Dieu ».
Jauninco Ne ego leino [Jauninco / (nomi) ne ego / leino].
Ce qui veut dire « Au nom de Jauninco, moi leino ».
Ainsi, le nom actuel Jaungoiko serait une interprétation populaire de Jauninko et Jainko. Si l'élément inko signifie céleste, ce nom équivaudrait à Jaunzeruko « Seigneur du ciel » avec lequel Dieu est nommé dans les chants populaires d'Ataun et d'autres régions,.